# Latabár Kálmán Árpád
Latabár Kálmán Árpád, néha Latabár Kálmán, id., (Szabadka, 1855. február 16. – Budapest, 1924. augusztus 6.) színész, rendező, a Színészakadémia titkára (1898–1924), a Latabár színészdinasztia tagja.

## Életpályája
Latabár Endre fia, Paulay Ede keresztfia. 
Gyermekként szerepelt apja társulatában, s nála is játszott 1874-ig; főleg Kassán, de játszott Budán, Aradon, Balatonfüreden is. Fiatal emberként 1874-ben Mannsberger Jakab, 1875-ben Várnai Fábián, 1876-ban Aradi Gerő majd 1878–83-ig Mándoky Béla igazgatása alatt játszott, majd 1883 őszén Paulay Ede a Nemzeti Színházhoz szerződtette. 1905-től a Várszínház felügyelője volt, beköltözött családjával a Várszínházba, ott élt haláláig. 
Latabár Kálmán hihetetlen, eredeti bohóckodásain a közönség igen jól szórakozott. 
Elhunyt 1924. augusztus 6-án, délután 1/4 7-kor, életének 70., házasságának 38. évében. Örök nyugalomra helyezték 1924. augusztus 8-án délután a Farkasréti temetőben a református egyház szertartásai szerint.

## Főbb szerepei
- Patroclus (Offenbach: Dunanan apó)
- Liliomfi (Szigligeti Ede)
- Keszeg András (Shakespeare: Vízkereszt, vagy amit akartok)
- Főszerep (Beaumarchais: Figaro házassága)
- Csempész (Jókai Mór: Az arany ember).

## Díjai
- Farkas–Ratkó-díj (1894)